# استفانی سیگمن
استفانی سیگمن (انگلیسی: Stephanie Sigman؛ زادهٔ ۲۸ فوریهٔ ۱۹۸۷) یک هنرپیشه و مدل اهل مکزیک است.
از فیلم‌ها یا برنامه‌های تلویزیونی که وی در آن نقش داشته است می‌توان به اسپکتر، روزی روزگاری در ونیز، آنابل: آفرینش و نارکس اشاره کرد.